# Pavel Leicman
Pavel Leicman (* 28. července 1942 Deblín) je český herec, v letech 1970 až 1982 a opět od roku 1993 člen souboru Městského divadla Zlín.

## Život
Vystudoval průmyslovou školu elektrotechnickou a následně v roce 1969 činoherní herectví na Janáčkově akademii múzických umění v Brně. Začínal ve svých 18 letech s ochotníky v domovské vsi Chudčice, pokračoval s ochotníky v divadle Svatoboj, souborem Závodního klubu Závodů Jana Švermy Brno a se znojemskými ochotníky v době výkonu vojenské služby.
Po skončení studia na brněnské JAMU působil rok v Divadle Petra Bezruče v Ostravě, následně 12 let v Divadle pracujících Gottwaldov a 10 let v Mahenově činohře Národního divadla Brno (tehdy Státní a Zemské divadlo). Rok a půl byl hlasatelem Českého rozhlasu Brno a od ledna 1993 je členem souboru Městského divadla Zlín.
Pedagogicky spolupracuje se Zlínskou soukromou vyšší odbornou školou umění, z toho 10 let ve funkci vedoucího oboru Hudebně dramatické umění. Co se týká filmové a televizní tvorby, tak ztvárnil role v řadě studentských filmů a dále například ve snímcích Znamení koně (2011), Domácí péče (2015) či Mrazivá tajemství (2018).